# Tour de Plaisance
La tour de Plaisance est une tour située en France sur la commune de Lagrasse, dans le département de l’Aude et la région Occitanie.

## Localisation
La tour est située sur la commune de Lagrasse, dans le département français de l'Aude.

## Historique
L'édifice est inscrit au titre des monuments historiques en 1930.